# Psammisia penduliflora
Psammisia penduliflora là một loài thực vật có hoa trong họ Thạch nam. Loài này được (Dunal) Klotzsch miêu tả khoa học đầu tiên năm 1851.